# Strzeszkowice
Strzeszkowice – wieś w Polsce, położona w województwie świętokrzyskim, w powiecie jędrzejowskim, w gminie Wodzisław.
W latach 1975–1998 miejscowość administracyjnie należała do województwa kieleckiego.
Wierni kościoła rzymskokatolickiego należą do parafii św. Barbary w Sołku.

## Integralne części wsi
| SIMC    | Nazwa        | Rodzaj                    |
| ------- | ------------ | ------------------------- |
| 0279628 | Młynówka     | kolonia wsi               |
| 0279634 | Piskorzowice | część wsi (przed 2023 r.) |

## Zabytki
Park dworski z II połowy XIX w., wpisany do rejestru zabytków nieruchomych (nr rej.: A.169 z 5.12.1957 i z 7.07.1977).